# 이리 베이호크스 (2017년)
이리 베이호크스(Erie BayHawks)는 미국 펜실베이니아주 이리를 연고지로 하는 NBA G 리그 동부 콘퍼런스 사우스이스트 디비전 소속 프로 농구 팀이다.
2019년 조지아주 칼리지파크 (칼리지파크 스카이호크스)로 연고지를 이전했다.

## 역대 NBA 제휴팀
| NBA 팀          | 제휴기간      |
| --------------- | ------------- |
| 이리 베이호크스 |               |
| 애틀랜타 호크스 | 2017년~2019년 |

## 역대 홈경기장
| 경기장               | 사용기간      | 장소                | 수용인원 | 비고 |
| -------------------- | ------------- | ------------------- | -------- | ---- |
| 이리 베이호크스      |               |                     |          |      |
| 이리 인슈런스 아레나 | 2017년~2019년 | 펜실베이니아주 이리 | 6,750명  | 빈칸 |

## 역대 한국인 선수
- 이대성 (2017년, 2017년 드래프트 1라운드 20순위로 지명)

## 참조
1. ↑  시즌의 뒷 해로 표기. 2006-2007 시즌의 경우 2007로 표기.